# Dicodòc
Dicodòc ist eine französisch-okzitanische Website.
Der Congrès permanent de la lenga occitana CPLO stellt unter dem Titel Dicodòc Multidictionnaire occitan verschiedene Online-Wörterbücher zur Verfügung. Im Zentrum steht das aus 20 veröffentlichten Wörterbüchern gearbeitete Dictionnaire. Daneben stehen Konjugationshilfen und Sammlungen von Synonymen, Phrasemen, Termini und Ortsnamen sowie weitere Zugänge.